# Ведмицкий, Александр Никитович
Александр Никитович Ведмицкий (укр. Олекса́ндр Мики́тович Ведмі́цький; 22 декабря 1894, Прилуки Полтавской губернии — 18 октября 1961, Орск) — украинский советский литературовед, поэт, прозаик, педагог. Литературный псевдоним — Александр Метеорный.

## Биография
Сын рабочего-пожарника. До революций работал в подпольных украинских организациях и редактировал подпольный журнал.
В 1917 окончил Полтавский учительский институт. Учительствовал в Городище на Полтавщине и в Прилуках.
Литературную деятельность начал в 1920-х годах. Член организации крестьянских писателей Украины «Плуг».
С 1922 по 1930 — жил в Прилуках. Работал инспектором социального воспитания в Прилуцком окружном отделе образования, учителем украинского и русского языков, секретарем редакции газеты "Правда Прилуччины", в которой постоянно публиковались его фельетоны под псевдонимом А. Метеорный. Руководил местным филиалом «Плуга», организовал выпуск рукописного альманаха «Первая борозда», а затем и систематический выпуск печатных литературных страниц в газете «Прилуцкая правда», там же печатал свои стихи и юморески.
Обратил на себя внимание в 1927, когда в альманахе «Плуг» был напечатан его венок сонетов («На межі»), в котором он попытался отразить советскую современность. Стал членом руководящего органа «Плуга». Тогда же опубликовал в журнале «Плужанин» историко-критическую статью «На шляху розвитку „Плуга“», которая до сих пор не утратила своего информационно-справочного значения.
С 1930 года Ведмицкий жил в Харькове. Учась в аспирантуре, опубликовал в периодической печати десятки статей, рецензий и библиографических обзоров. Затем некоторое время работал в Институте литературы имени Т. Шевченко.
В 1938 году защитил при Ленинградском педагогическом институте им. Герцена кандидатскую диссертацию, а в 1939 году стал заведующим кафедрой русской литературы в Ставропольском педагогическом институте. Руководил кафедрой до 1950 года, когда, избегая репрессий, перебрался в Орск, в Закаспий.
В Орском педагогическом институте читал курсы лекций по введению в литературоведение, фольклору, методике литературы. В последние годы заведовал кафедрой русской и зарубежной литературы.
Умер в Орске и похоронен на старом городском кладбище.

## Творчество
В начале 1920-х опубликовал свои первые сборники стихов и юморесок: «Під загравами повстань» (совместно с Хоменко и Станко, 1923), «В ореолі» (1924), «З ліхтарем по селах» (1925). Вскоре произведения А. Ведмицкого стали выходить в Харькове. Последовали сборники стихов и рассказов «Шумить топол»" (1927), «Агітатори» (1927), «Покоси» (1929), «Халабуда і Стрибунець» (1930), «Вугіль» (1931) и др.
Автор литературоведческих книг «Т. Г. Шевченко в Оренгбургской ссылке» (Оренбург, 1960), статей «Т. Шевченко та критика» (1933), «Поема Тараса Шевченка „Марія“» (1940), «Поема Тараса Шевченка „Неофіти“» (1947), «Т. Шевченко на Аральському морі» (1958), «В Орській фортеці» (1961) и др.